# Небіжка (річка)
Небіжка — річка в Шептицькому районі Львівської області, ліва притока Судилівки (басейн Дніпра).

## Опис
Довжина 10 км, похил річки — 1,6 м/км. Формується з багатьох безіменних струмків та водойм. Площа басейну 99,6 км².

## Розташування
Бере початок у селі Сабанівка. Тече переважно на північний схід і біля села Барилів впадає в річку Судилівку, ліву притоку Стиру.